# Fossiel

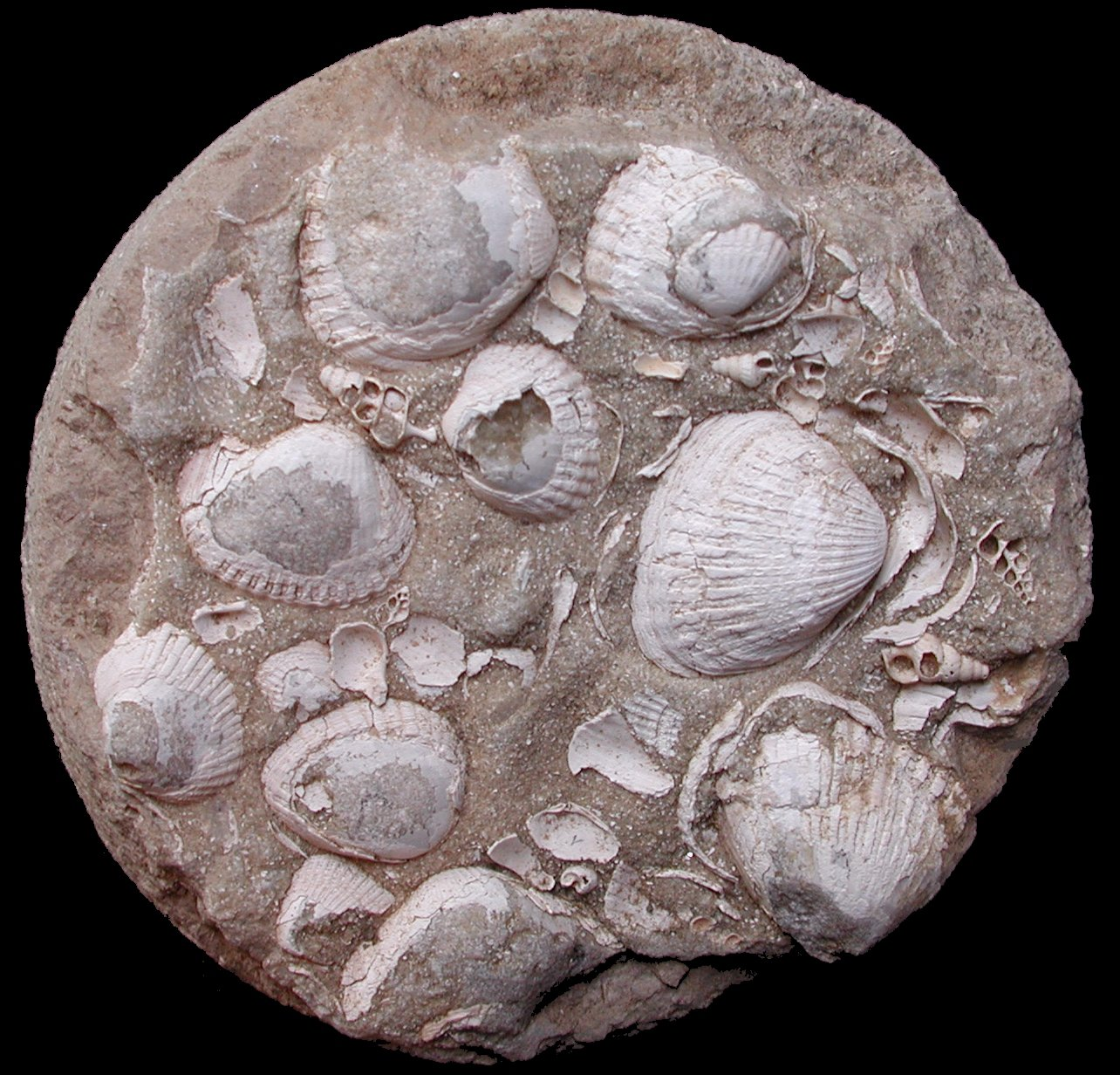
Een boorkern met een kokkelsoort uit het Plioceen

Fossielen (van het Latijnse fossilis, "opgegraven") zijn alle resten en sporen van planten en dieren die geconserveerd zijn in gesteente. Hoewel dat vaak wordt gedacht, hoeven fossielen niet 'versteend' te zijn. Zeer veel fossielen zijn inderdaad niet versteend. Zelfs uit zeer oude gesteenten zijn fossiele resten bekend die nauwelijks veranderd zijn. Verder denken velen dat fossielen altijd zeer oud zijn. Ook dit is niet terecht. Er zijn vele zeer jonge fossielen bekend, ontstaan in een periode waarin er al mensen op aarde waren.
De wetenschap die fossielen bestudeert heet paleontologie. Dit kennisgebied helpt bij het onderzoek naar de opeenvolging van gesteenten, een tak binnen de geologie die biostratigrafie genoemd wordt. Doordat overblijfselen van leven slechts fossiliseren onder specifieke omstandigheden is de fossiele informatie beperkt en per definitie incompleet.

## Soorten fossielen

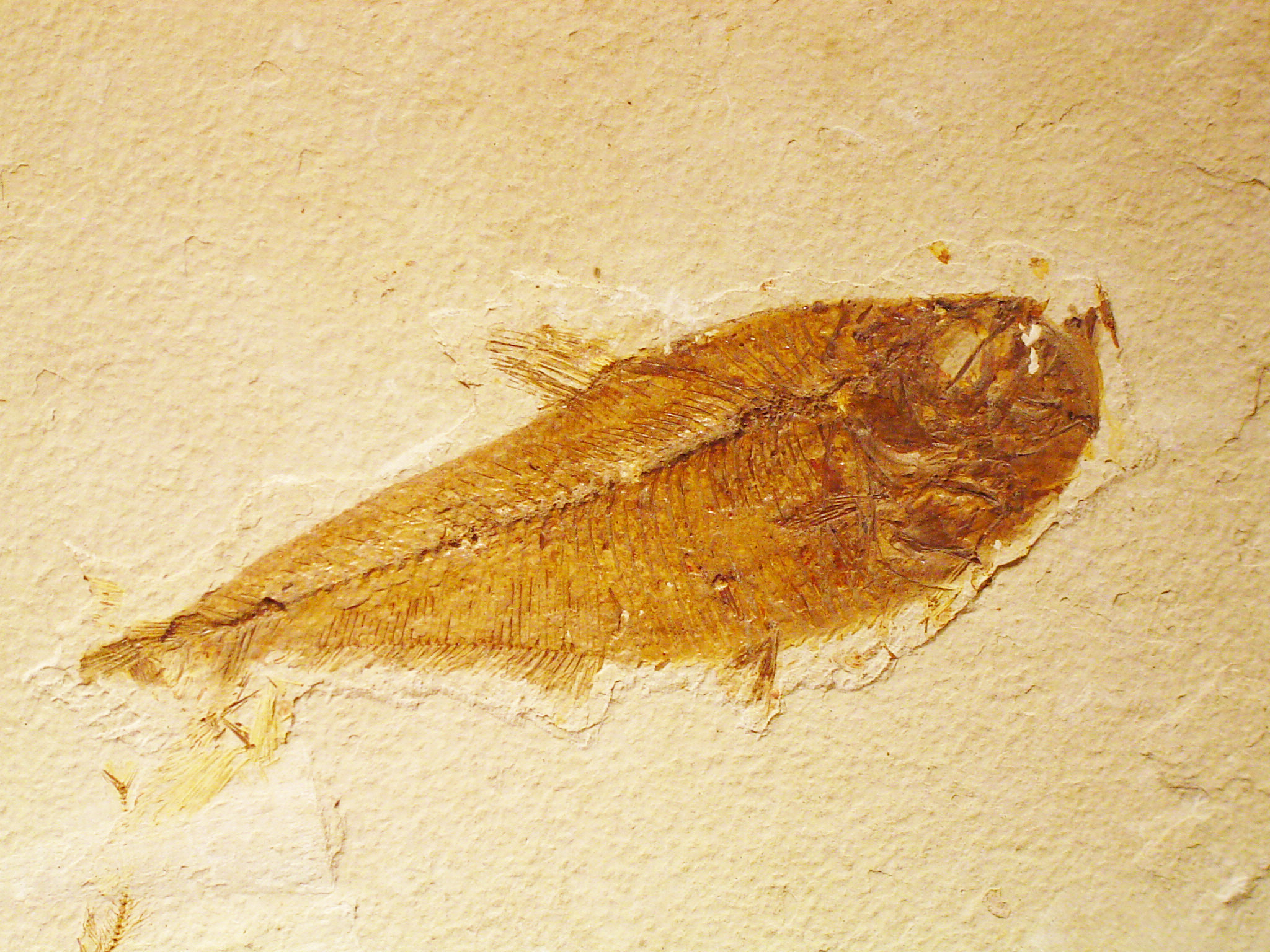
Een gefossiliseerde vis.

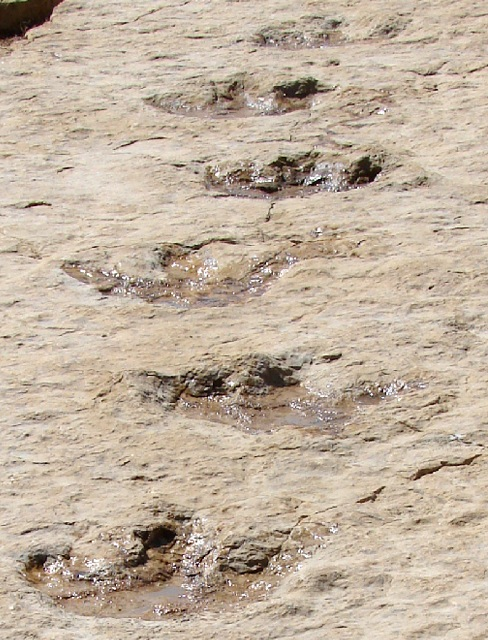
Deze voetafdrukken van een ornithopode dinosauriërs zijn tussen 160 en 140 miljoen jaar oude sporenfossielen. Ze zijn gevonden bij Madar in Jemen.

De best herkenbare fossielen zijn lichaamsfossielen, overblijfsels van lichamen van organismes. Bij het woord "fossiel" denkt men vaak aan de botten van uitgestorven dieren zoals dinosauriërs of van mammoeten. Deze spreken tot de verbeelding, maar de meeste fossielen zijn (veel) kleiner. Tot de meest gevonden fossielen behoren die van zeedieren met harde delen, zoals ammonieten, trilobieten, rudisten en zee-egels. Het leven op het land wordt vooral vertegenwoordigd door fossielen van planten. Fossielen van grotere dieren komen relatief maar weinig voor. Van zeer kleine organismes zoals microben en algen zijn fossielen alleen met een microscoop zichtbaar. Deze microfossielen komen zoveel voor dat ze vaak meer betekenen voor het onderzoek naar klimaat en omstandigheden in het verleden dan fossielen van grotere maar relatief zeldzame organismes.
Lichaamsfossielen zijn echter niet de enige sporen die van prehistorisch leven bewaard blijven. Soms hebben organismes actief of passief sporen in het sediment achtergelaten, structuren die bij de verharding van het sediment bewaard bleven. Zulke sporenfossielen kunnen pootafdrukken of graafgangen zijn, maar ook andere zaken zoals door microben gecreëerde structuren in kalksteen of coprolieten (fossiele uitwerpselen). Van sporenfossielen is het niet altijd mogelijk om vast te stellen van welk dier ze afkomstig zijn. Ze krijgen daarom vaak hun eigen taxonomische benaming.
Daarnaast laat leven ook scheikundige sporen achter, in de vorm van organische stoffen, moleculen, mineralen en isotopen. Deze chemische fossielen kunnen van pas komen als in gesteente geen andere sporen van leven te vinden zijn. Leven is geen passief verschijnsel maar een interactief onderdeel van de planeet Aarde. De aanwezigheid van leven heeft de hele planeet grondig veranderd, bijvoorbeeld door de productie en consumptie van bepaalde stoffen. Een voorbeeld is zuurstofgas, dat ongeveer 21% van de atmosfeer uitmaakt. Zuurstof is een instabiel onderdeel van de atmosfeer. Zonder constante aanmaak van nieuw zuurstof door fotosynthese zou het vrij snel verdwijnen. Op andere planeten is het niet aangetroffen.

## Ontstaan van fossielen

### Voorwaarden voor vorming van een fossiel
De vorming van een fossiel is een zeer zeldzaam proces. De meeste kadavers (dode organismes) worden volledig door een combinatie van verrotting, verwering, erosie en vraat (door aaseters en detrivoren) vernietigd. Wanneer wel een fossiel vormde, is dit bovendien normaal gesproken niet compleet: er ontbreekt meestal een deel van het oorspronkelijke organisme. Er bestaat echter al meer dan 3,5 miljard jaar leven op Aarde. Van de triljarden dieren, planten en andere levende wezens die in de loop van die tijd geleefd hebben is maar een heel klein deel als fossiel bewaard gebleven. Aan de andere kant is dat nog altijd een groot aantal: veel aardlagen zitten vol met fossielen.
Voor fossilisatie is van belang dat het kadaver (of een ander spoor van leven) snel begraven raakt. Een snelle begraving kan bijvoorbeeld gebeuren door de aanvoer van sediment door een rivier of in zeewater. Bij massabewegingen van sediment, zoals modderstromen, aardverschuivingen of troebelingsstromen over de zeebodem kunnen organismes verrast en bedolven raken. Daarna dient het kadaver gefossiliseerd te worden terwijl het omringende sediment langzaam consolideert en versteent. Daarbij is belangrijk dat de scheikundige omstandigheden zodanig zijn dat de kans op verrotting klein is. Dat kan bijvoorbeeld als het grondwater anoxisch is of een hoge zuurgraad heeft. 
Levend materiaal dat harder is of slecht vergaat, zoals schelpen, beenderen, of hout, heeft een grotere kans begraven te raken voordat het verdwenen is. Zulke delen van een organisme komen daarom veel vaker als fossiel voor dan de zachte delen. Zacht weefsel blijft alleen in bijzondere gevallen bewaard. Fossielen ervan zijn daarom veel zeldzamer. Bij gewervelde dieren zijn de meeste fossielen botten en vooral tanden. Van veel soorten dinosauriërs zijn alleen botten gevonden; afdrukken van veren, huid of zacht weefsel zijn erg zeldzaam. Zachter weefsel wordt alleen bewaard als een kadaver snel bedolven raakt onder sediment dat het afschermt tegen iedere vorm van rotting of vraat. 
Met alleen harde lichaamsdelen is het soms moeilijk een goed beeld te vormen van een compleet organisme. Een goed voorbeeld hiervan zijn de conodonten. Dit zijn uit calciumfosfaat opgebouwde fossielfragmentjes van ongeveer een halve centimeter groot, die aan kleine tandjes doen denken. Ze worden van het Cambrium tot in het Trias gevonden, met zoveel verschillende vormen en in zulke grote aantallen dat ze als gidsfossielen dienen. Paleontologen bestuderen conodonten al sinds halverwege de 19e eeuw. Sommigen plaatsten conodonten bij de weekdieren, anderen dachten dat het om planten, geleedpotigen of algen ging. Pas in 1983 werd er een afdruk van de rest van het diertje gevonden. Het bleek om een primitieve groep chordadieren te gaan die wel op tegenwoordige palingen leken.

### Uitzonderlijke fossielen
In uitzonderlijke gevallen is een compleet dier gevonden, begraven onder ongeconsolideerd sediment, dat later verhardde tot gesteente. Onder complete fossielen van dieren bevinden zich ook bijvoorbeeld bijen, mieren en kikkers die in barnsteen bewaard zijn. Barnsteen (ook wel amber genoemd) is versteende boomhars, een kleverige substantie waarin kleine organisme vast komen te zitten en sterven. De hars sluit het fossiel luchtdicht af, zodat geen oxidatie (en dus verdere ontbinding) van het organisch materiaal kan plaatsvinden. Als de hars versteent vormt ze een beschermende capsule waarin het fossiele weefsel tot in zeer kleine details bewaard blijft. 
Een ander materiaal waarin fossielen zeer goed bewaard kunnen zijn is hoornsteen. Hoornsteen is een vuursteen-achtig gesteente dat in fijne laagjes afzet. Hoornsteen vormt door het kristalliseren van een warme gelei van silica. Dit slijmerig mengsel dringt door in de cellen van dode organismes, waar het kristalliseert en verhardt. Daarbij kan de vorm van individuele cellen tot in kleine details bewaard blijven.
Een zeldzame omgeving waar fossielen goed bewaard blijven zijn teerputten. De La Brea-teerputten in de buurt van de Amerikaanse stad Los Angeles zijn een goed voorbeeld. In deze putten is een grote hoeveelheid beenderen van grotere diersoorten uit het Pleistoceen gevonden. Van dieren die in de teerputten vast kwamen te zitten en verdronken, bleven de botten goed bewaard. Bovendien trokken de vastzittende dieren vaak roofdieren aan, die ook weer verstrikt raakten. 

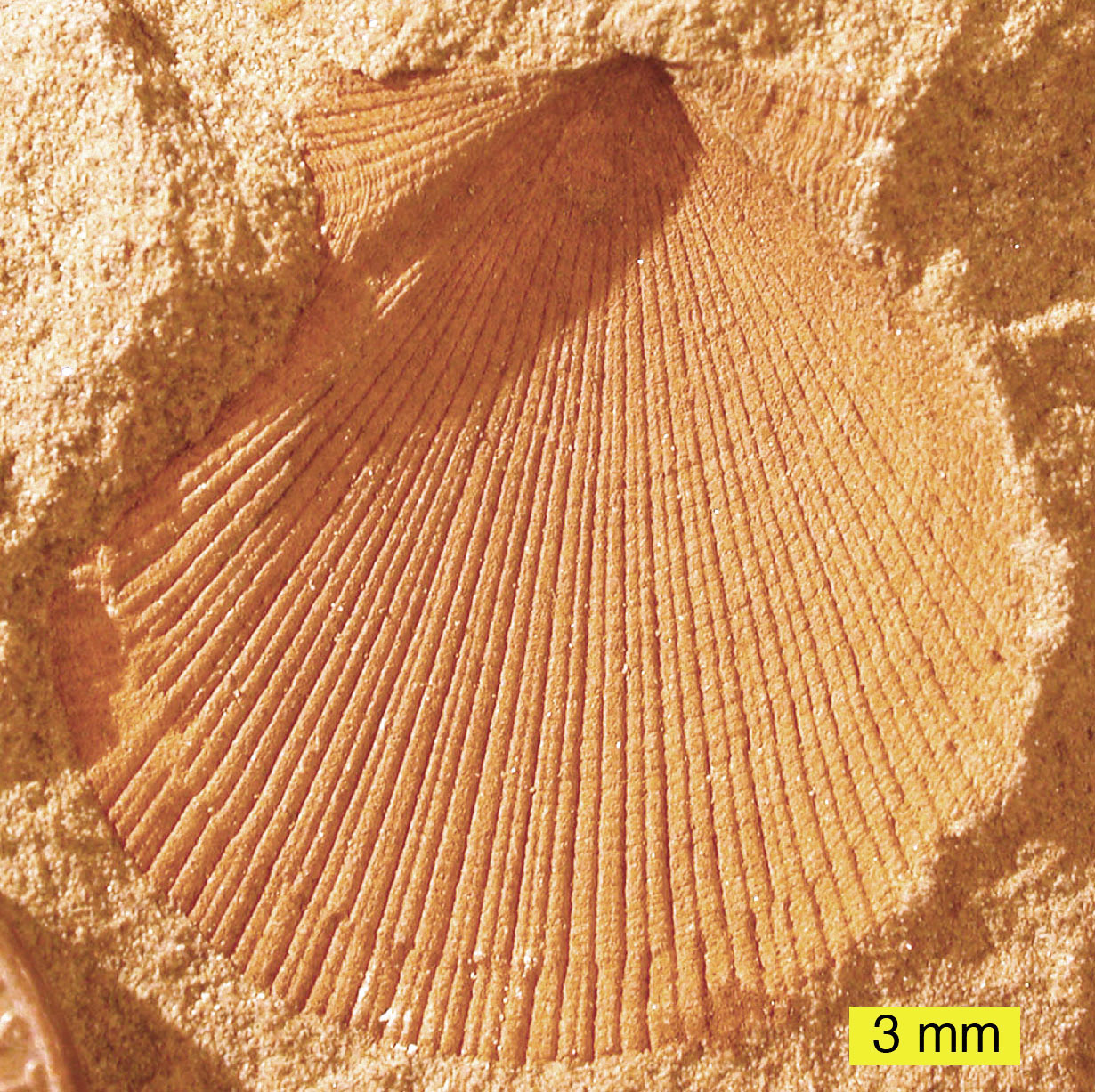
Gefossiliseerde tweekleppige uit de Logan Formation, vroeg-Carboon, Ohio.

In kleien die in stilstaand, zuurstofloos water zijn afgezet worden vaak zeer goed geconserveerde fossielen aangetroffen. Door de afwezigheid van zuurstof fossiliseren planten daarin bijzonder goed. Heel vaak is niet de hele waterkolom zuurstofloos, maar alleen het onderste gedeelte. Dergelijk gelaagd water heeft dus een normaal zuurstofgehalte in de bovenste laag. In de bovenste laag gaan organismen dood die vervolgens naar beneden zakken en dan in een zuurstofloze omgeving terechtkomen waar zij bewaard blijven. Verder komen levende organismen soms onbedoeld in de onderste zuurstofloze laag terecht, waardoor zij sterven en fossiliseren. In een dergelijke afzetting zijn vissen soms in een verkrampte wijze bewaard wat wijst op verstikking. Een bekend gesteente met dergelijke fossielen is de Kupferschiefer uit het Rotliegend in Midden-Duitsland. Ook komt fossilisatie veel voor in snelstromende rivieren met los slib op de bodem. Dit komt doordat als er daar dieren sterven ze vaak met een rap tempo onder het slib worden begraven.

### Rekristallisatie en vervanging
Bij de fossilisatie versteent een organisme, waarbij de samenstelling van het weefsel geleidelijk verandert. Dat kan op verschillende manieren. Bij rekristallisatie gaat het om het groeien van kristallen over het oorspronkelijke weefsel. Het kan ook gebeuren dat het weefsel al uit kristallen bestond, maar dat de nieuwe kristallen over de oorspronkelijke kristallen heen groeien. Ten slotte vervangen de nieuwe kristallen de oorspronkelijke structuur volledig. 
Een voorbeeld van rekristallisatie komt voor bij zeedieren zoals weekdieren en koralen waarvan het skelet veelal uit het mineraal aragoniet bestaat. Dit mineraal is niet erg stabiel. Tijdens het rekristalliseren vervangt calciet de aragonietkristallen. Calciet heeft dezelfde scheikundige formule als aragoniet (CaCO3), maar een iets andere rangschikking van de atomen in het kristalrooster. Bij de rekristallisatie blijven de uiterlijke details van het fossiel gewoon bewaard.

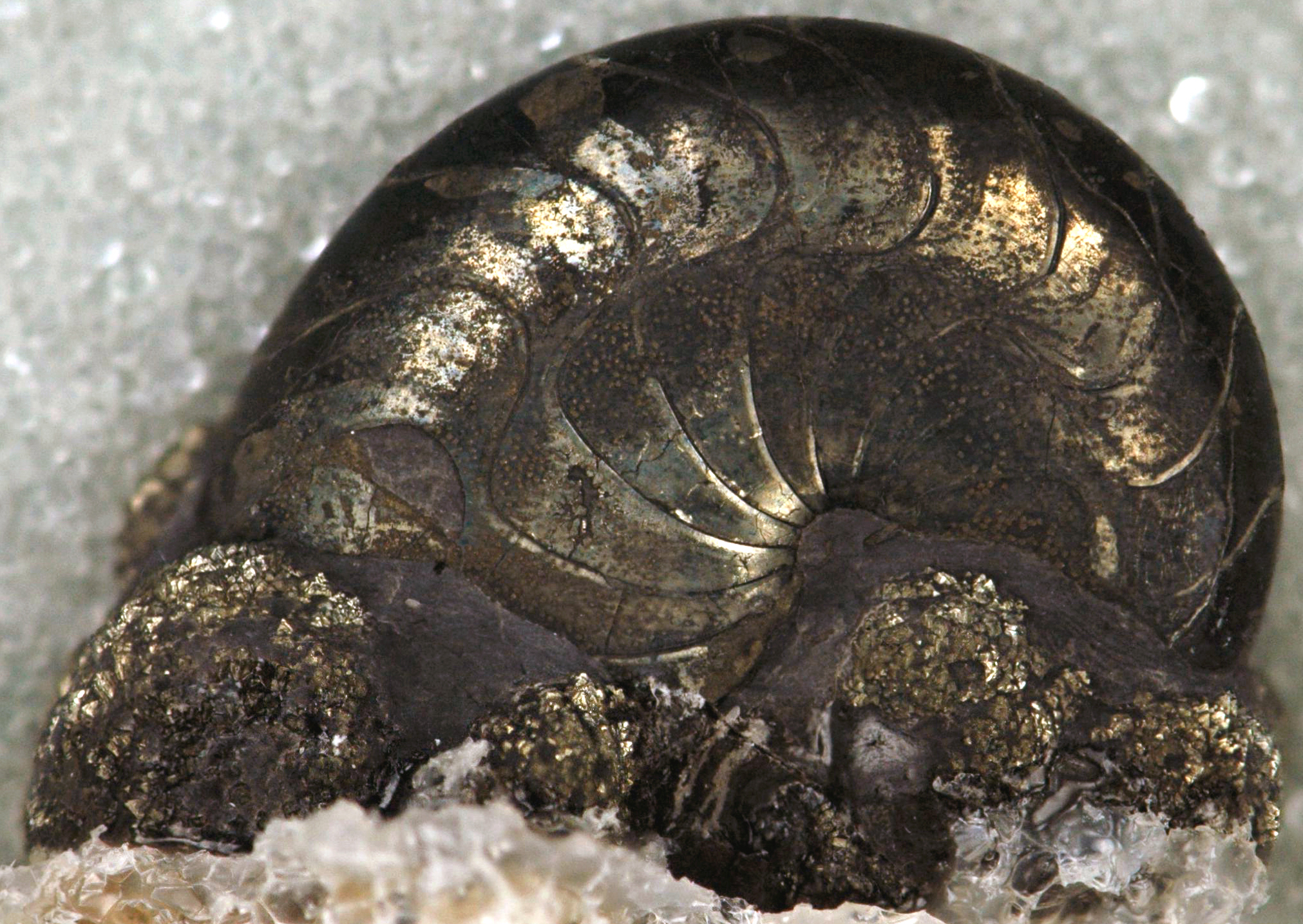
In dit fossiel van de goniatiet Tornoceras is de oorspronkelijke calciumcarbonaat van de schelp volledig vervangen door pyriet, een donker mineraal met een duidelijke goudkleurige glans. Dit fossiel komt uit het Devoon van New York (VS).

Bij andere fossielen is de oorspronkelijke samenstelling volledig vervangen door andere stoffen en mineralen. Deze vervanging komt zeer langzaam - atoom voor atoom - tot stand. Vaak gebeurt dit door de neerslag van mineralen die opgelost waren in het grondwater. Zo kan silica (SiO2) neerslaan wanneer water in houtachtig weefsel van planten doordringt. Versteend hout bestaat meestal grotendeels uit een harde vorm van silica, die de ruimte in de cellen heeft opgevuld. Dit proces wordt permineralisatie genoemd. Een mineraal dat in ammonieten en andere schelpdieren vaak het skeletweefsel heeft vervangen is pyriet (FeS2, "pyritisatie"). Onder sterk anoxische omstandigheden reduceert de in het grondwater opgeloste zwavel en slaat het mineraal pyriet neer. Het vervangt daarbij de calciet waaruit de schelp bestond. Dit lost tegelijkertijd geleidelijk op in het water en wordt afgevoerd. Een bijzondere vorm van vervanging is carbonisatie. Hierbij ontleden onder hoge druk en temperatuur de organische verbindingen waaruit dode materie bestaat. Daarbij verdwijnen vluchtige elementen in de vorm van gassen, en blijft alleen zwart koolstof over in de vorm van grafiet. Carbonisatie komt veel voor bij de fossilisatie van planten. Tijdens het proces wordt het fossiel platgedrukt, maar de anatomie kan tot in details zichtbaar zijn.
Het is ook mogelijk dat het oorspronkelijke materieel eerst geheel oploste in het grondwater, zodat een holte ontstond. Deze kan daarna gevuld zijn met een ander neerslaand mineraal. Het fossiel is in dat geval slechts een afdruk. Van de interne structuren van het organisme blijft niets bewaard.

## Gidsfossielen

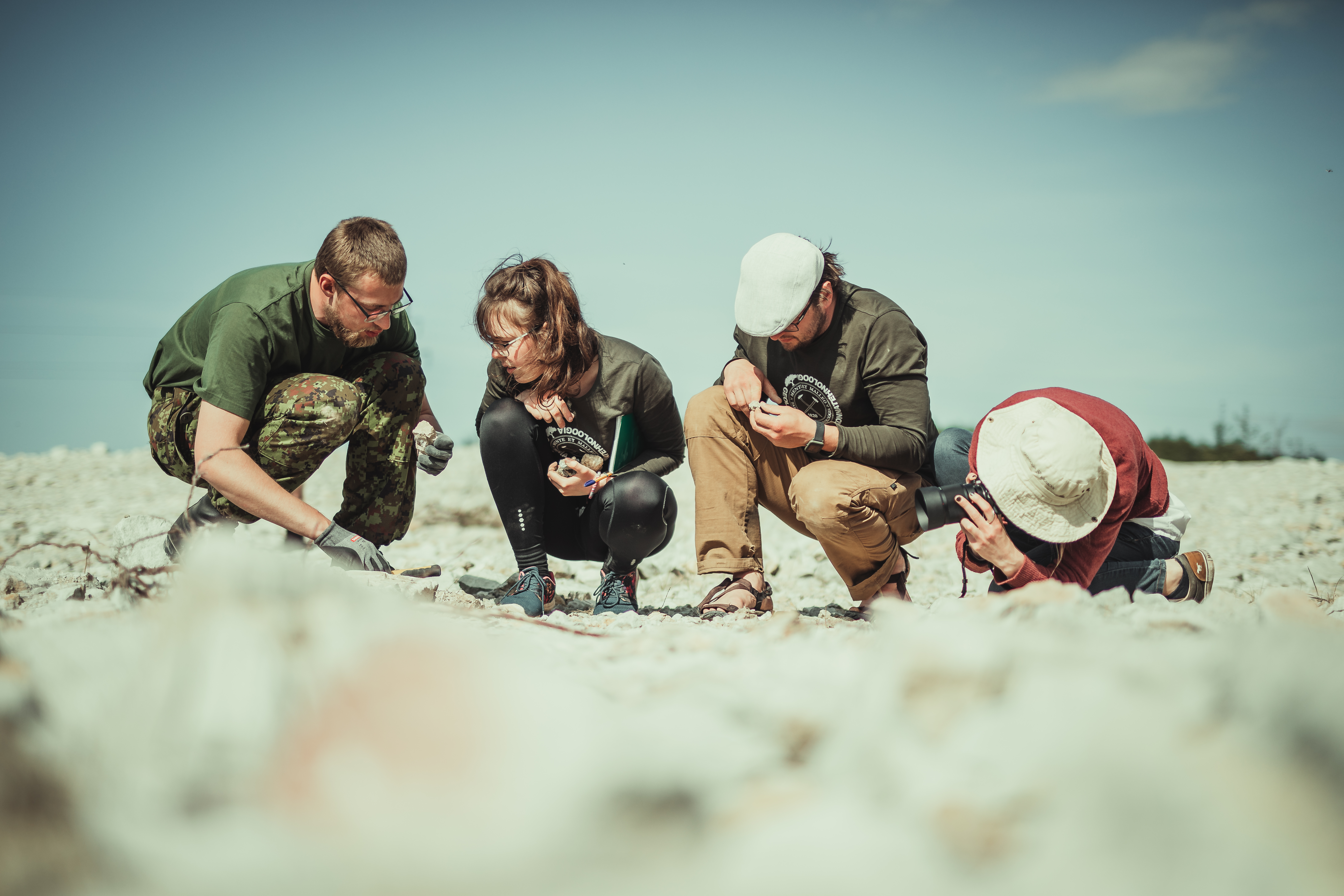
Aardwetenschappen-studenten in een kalksteenveld, op zoek naar fossielen

Fossielen geven geen representatief beeld van het leven in het verleden. Van de overgrote meerderheid van het leven blijft niets bewaard: fossilisatie is een zeer zeldzaam proces. Het geologisch archief geeft daarom per definitie een incompleet beeld van het leven in het verleden. Verder komen er vooral fossielen voor van organismen met weefsel dat goed tegen verrotting bestand was. Ook soorten die in klimaten leefden waar de omstandigheden beter waren voor fossilisatie zijn oververtegenwoordigd ten opzichte van andere.
Veelal worden fossielen gebruikt om de relatieve ouderdom van de betreffende aardlaag te bepalen. De aldus gevonden datering kan dan gebruikt worden om de ouderdom van andere fossielen in desbetreffende of geassocieerde aardlagen te bepalen. Fossielen die gebruikt worden om aardlagen en andere fossielen te dateren worden gidsfossielen genoemd.

## Fossiel in de alledaagse taal
Van het woord 'fossiel' zijn ook overdrachtelijke betekenissen afgeleid:
- iemand met achterhaalde, versteende ideeën;
- een voorwerp waarvan men het bestaan (en terugvinden ervan) allang had opgegeven.
- een bejaard iemand.
- in fossiele brandstof staat fossiel voor koolstof bevattende brandstof afkomstig uit de aardkorst.

'Fossiel' wordt ook wel gebruikt als bijvoeglijk naamwoord voor onderaardse overblijfselen die niet van organische oorsprong zijn. Een voorbeeld is fossiel water. Dit is water dat gevonden wordt in een ondergrondse waterdragende laag onder wat nu een woestijn is, maar lang geleden een vochtiger gebied was.

## Voorbeelden

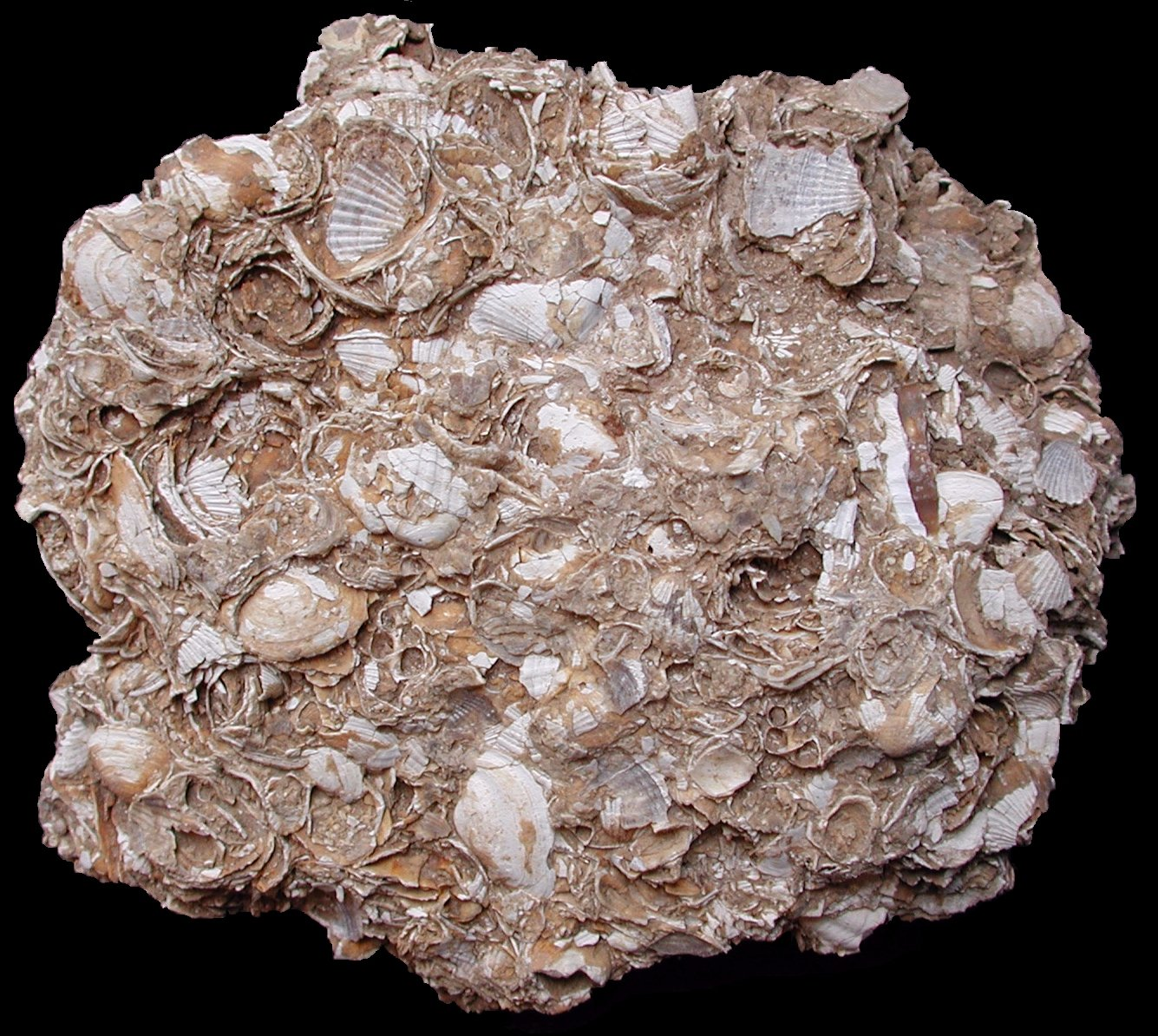
Pliocene Kokkelsoort in een kleisteen
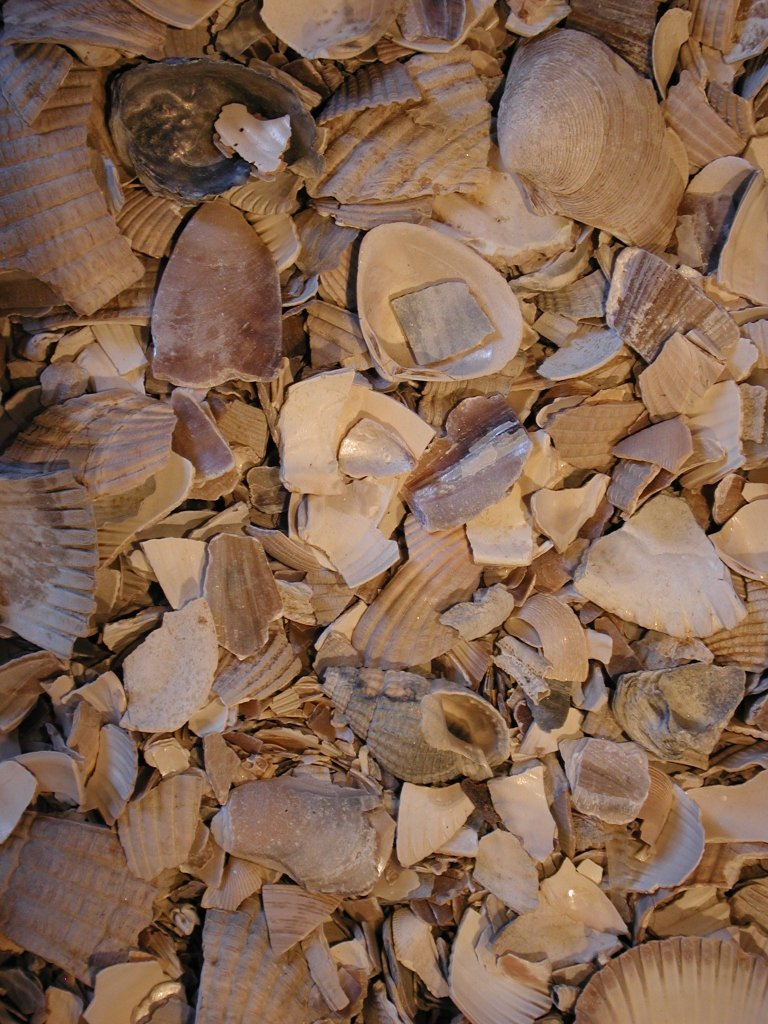
Schelpen associatie uit Eemien afzettingen in een boring bij Bergen
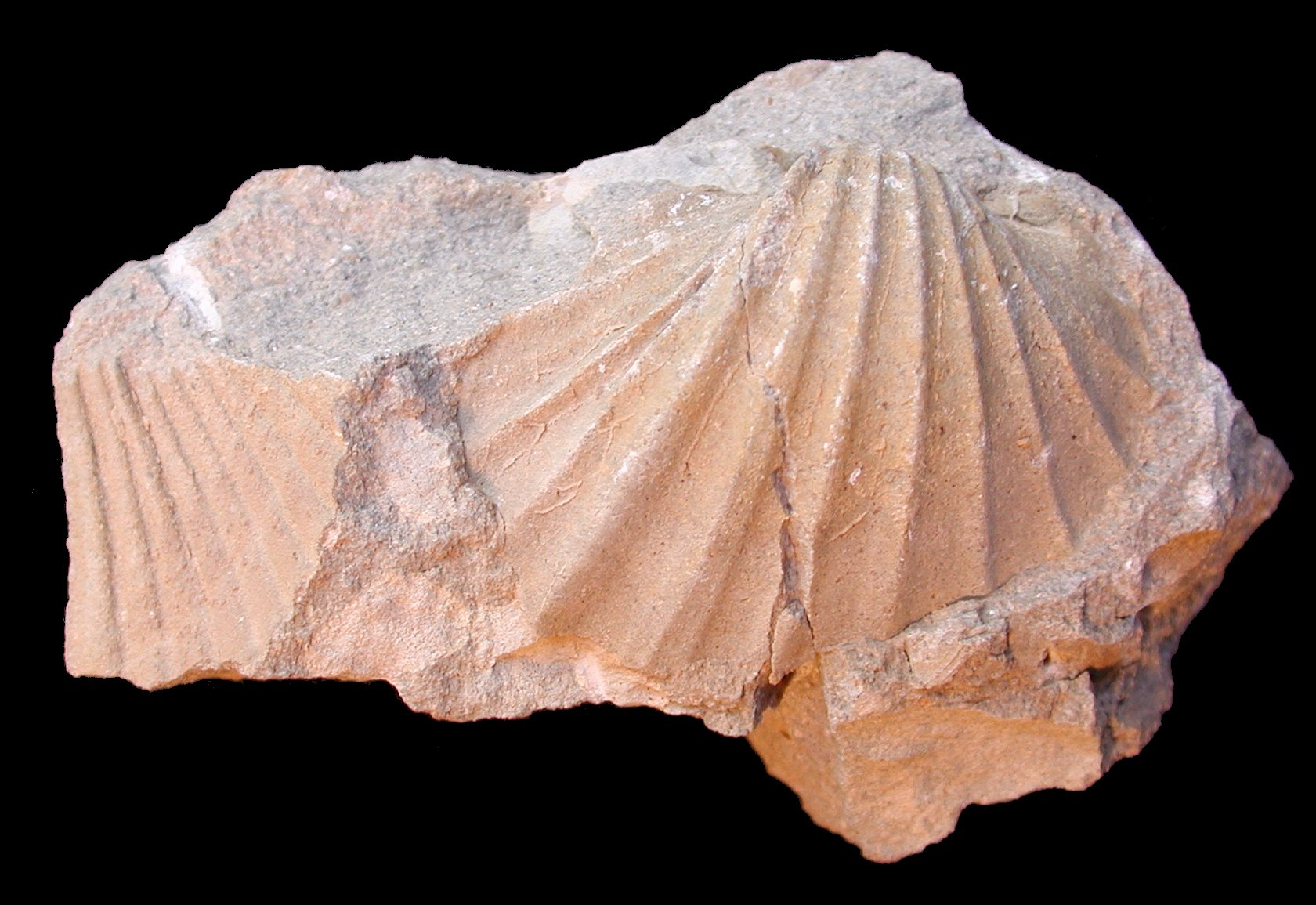
Miricardium jumudicum Een brakwater Kokkelsoort uit het Plioceen in een kleisteen
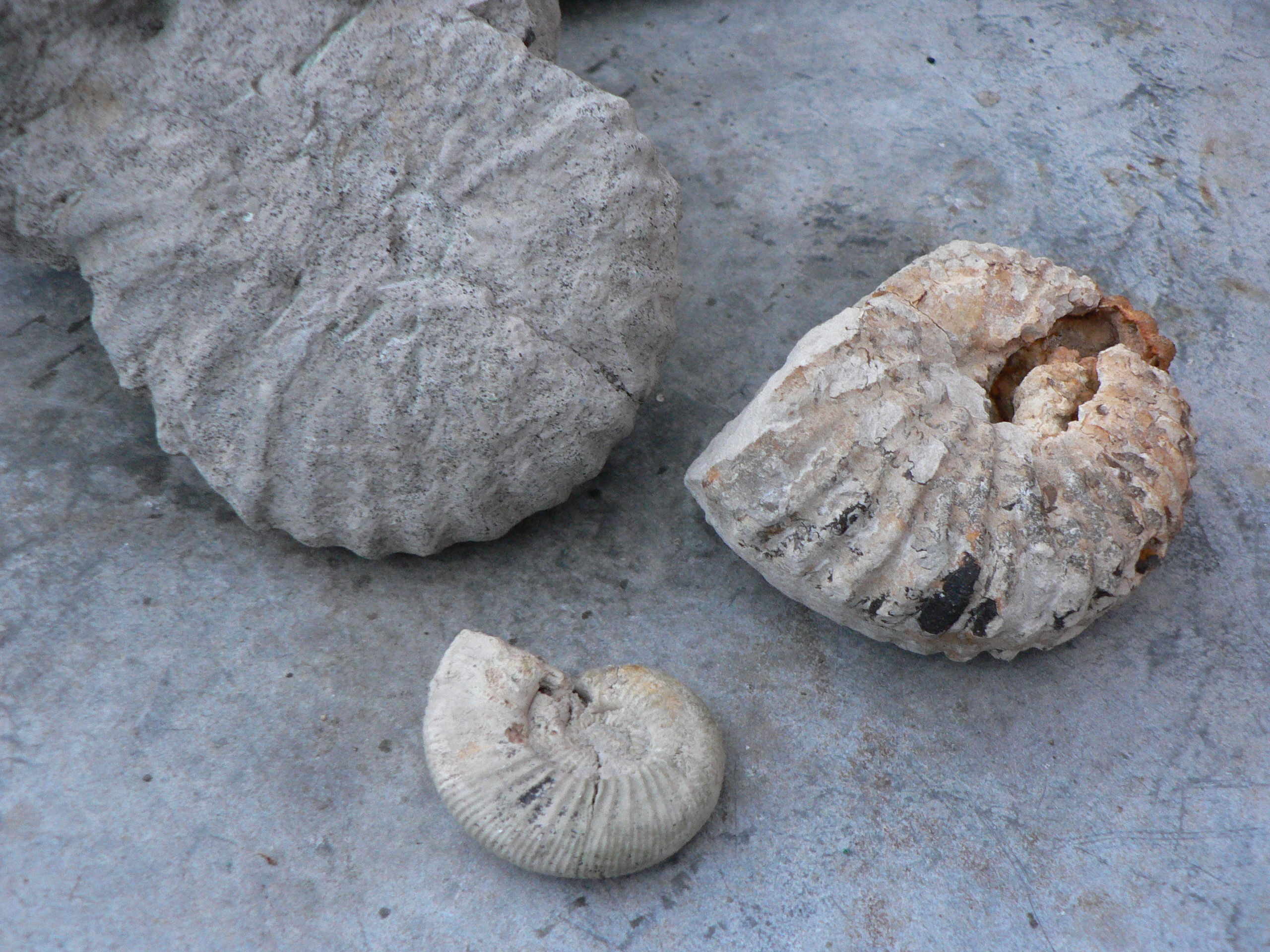
Ammonieten; Mesozoïcum
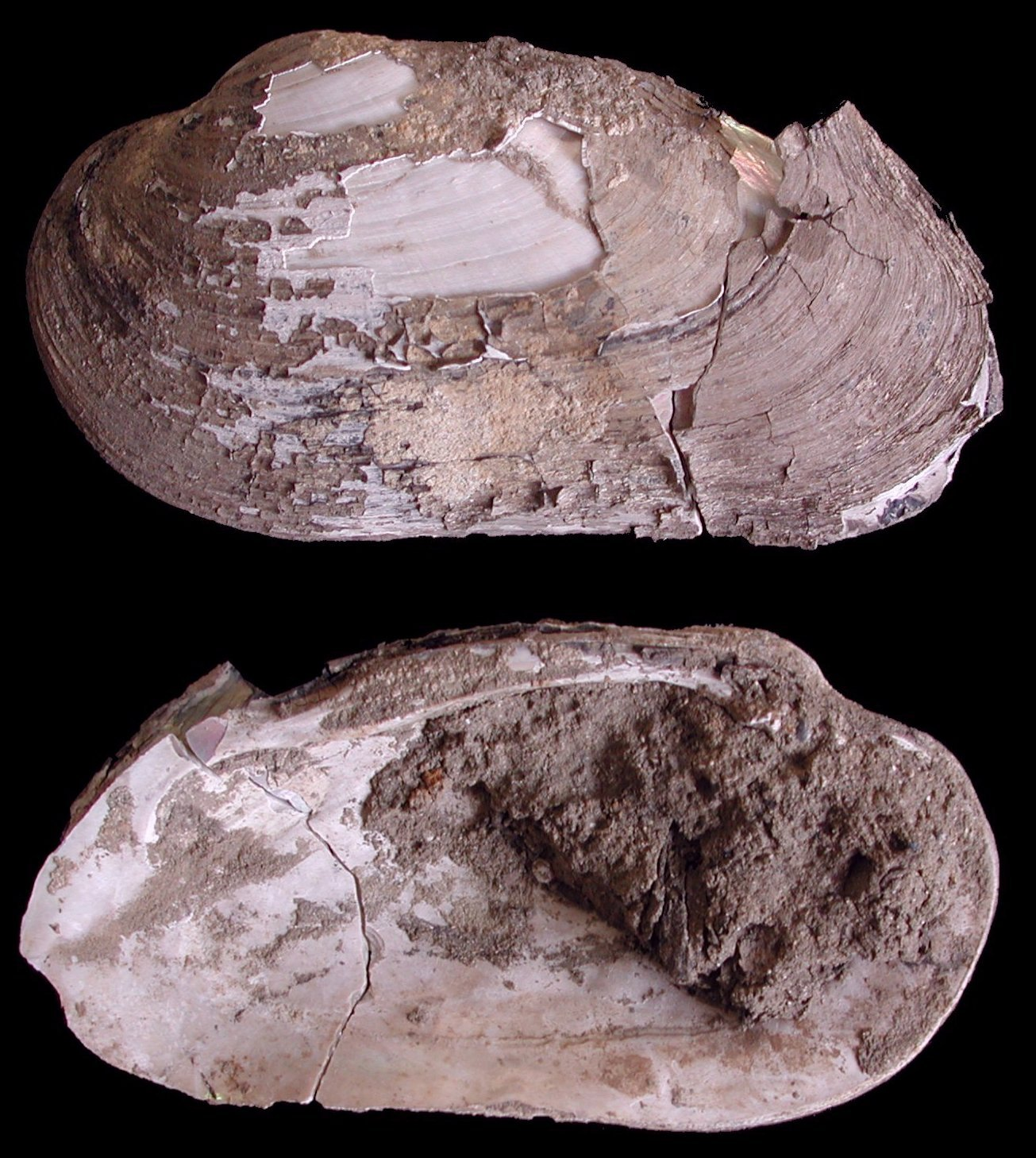
Rivierparelmossel uit Holocene afzettingen van de Schelde
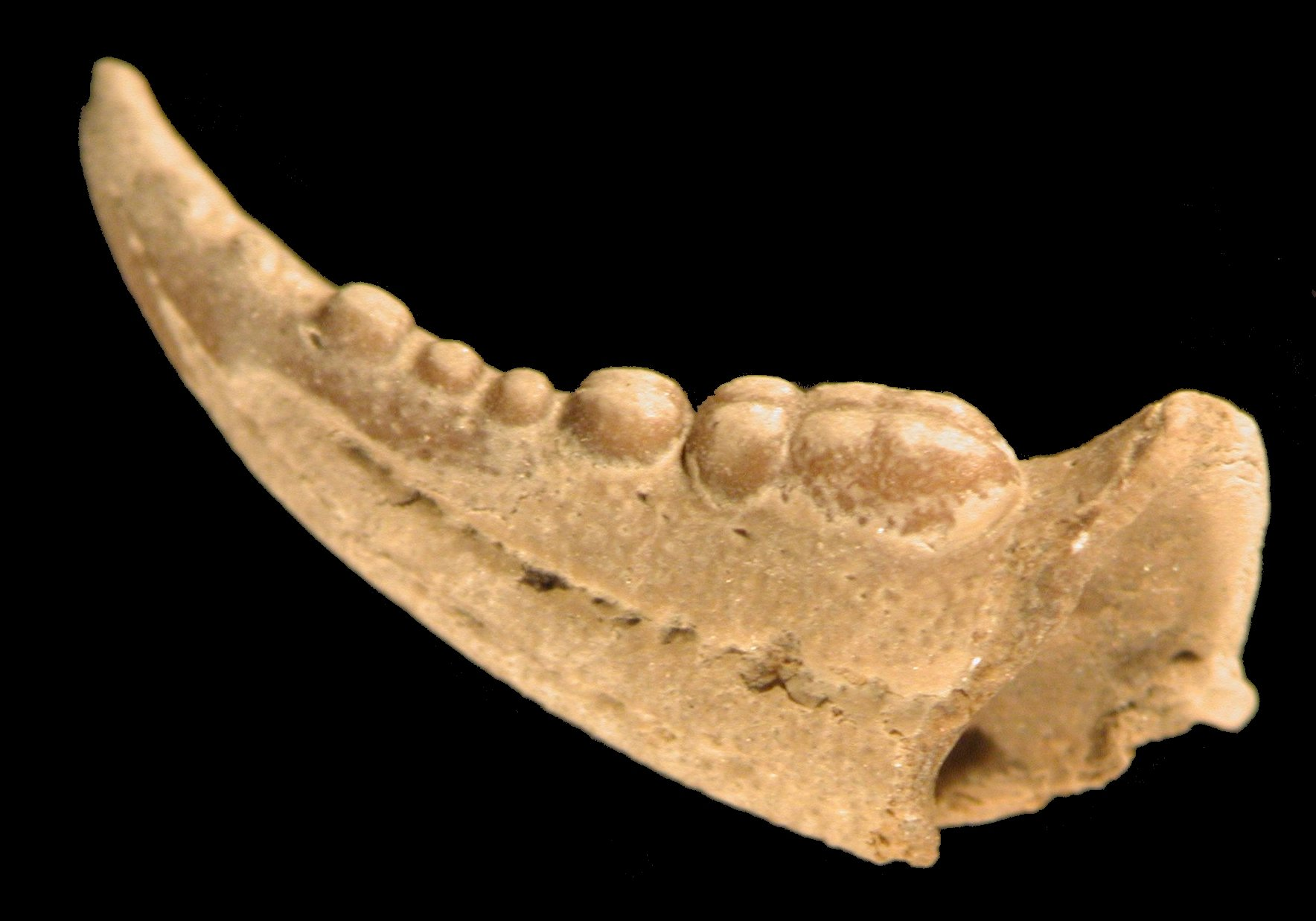
Schaar van de Strandkrab uit Eemien afzettingen in een boring bij Bergen
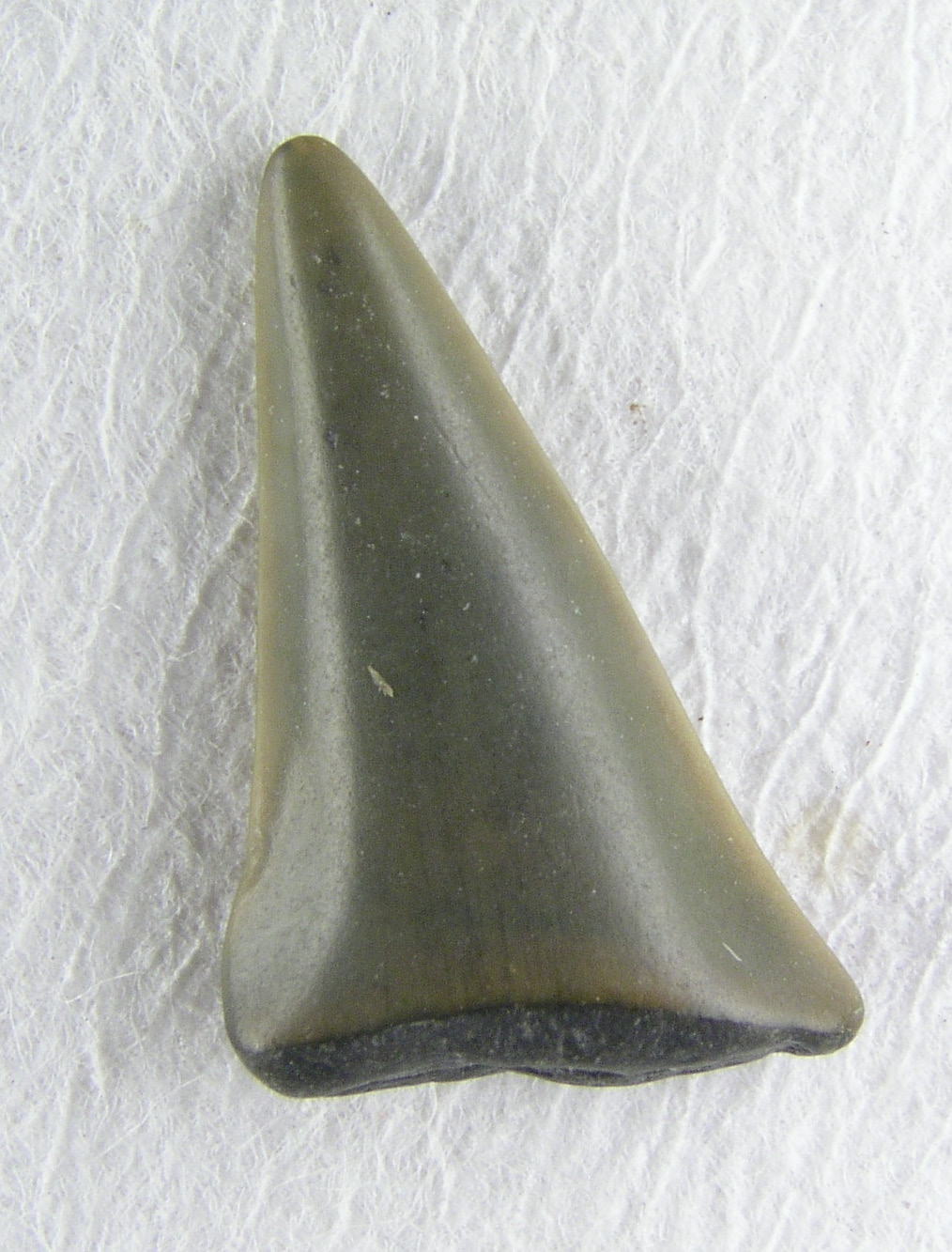
Fossiele haaientand van het strand bij Cadzand
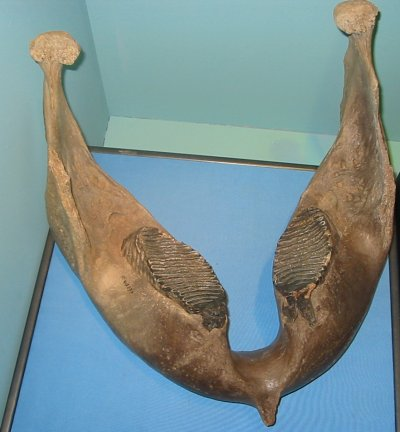
onderkaak van een mammoet
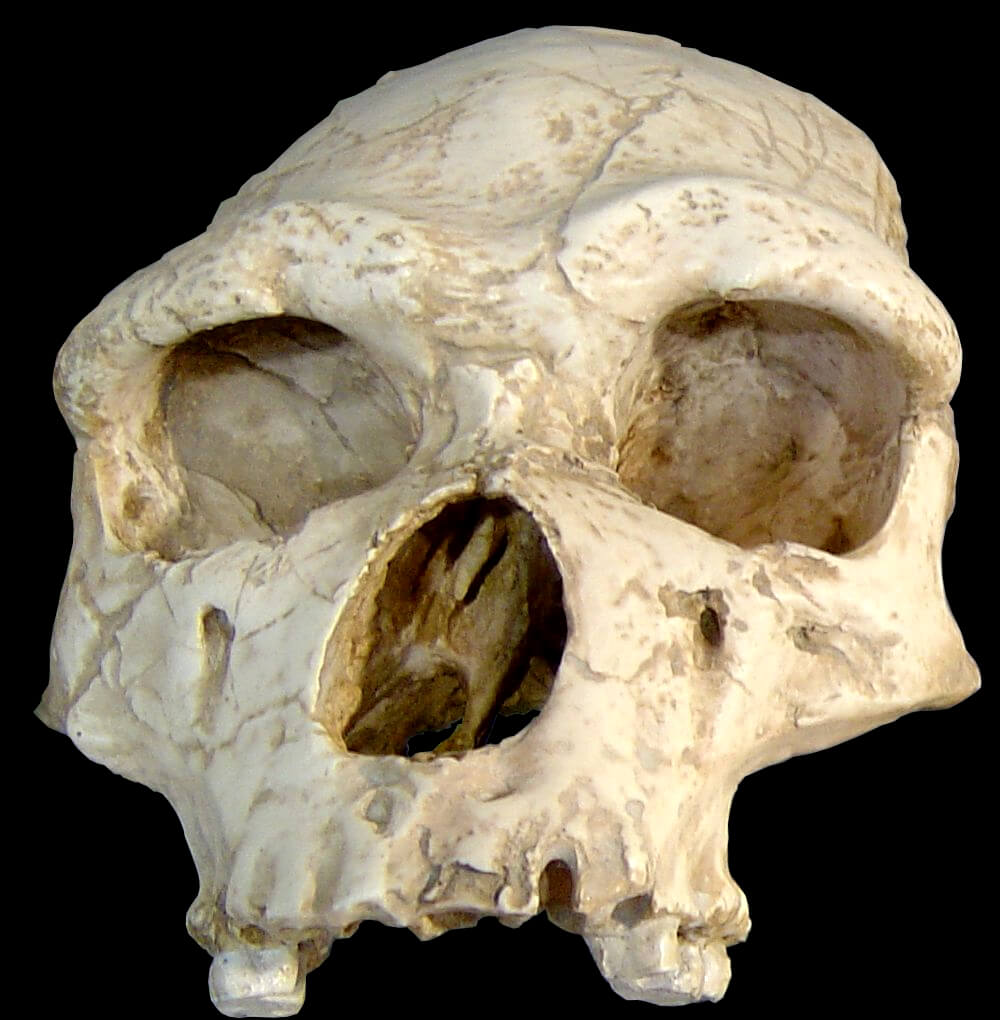
Schedel van Homo erectus
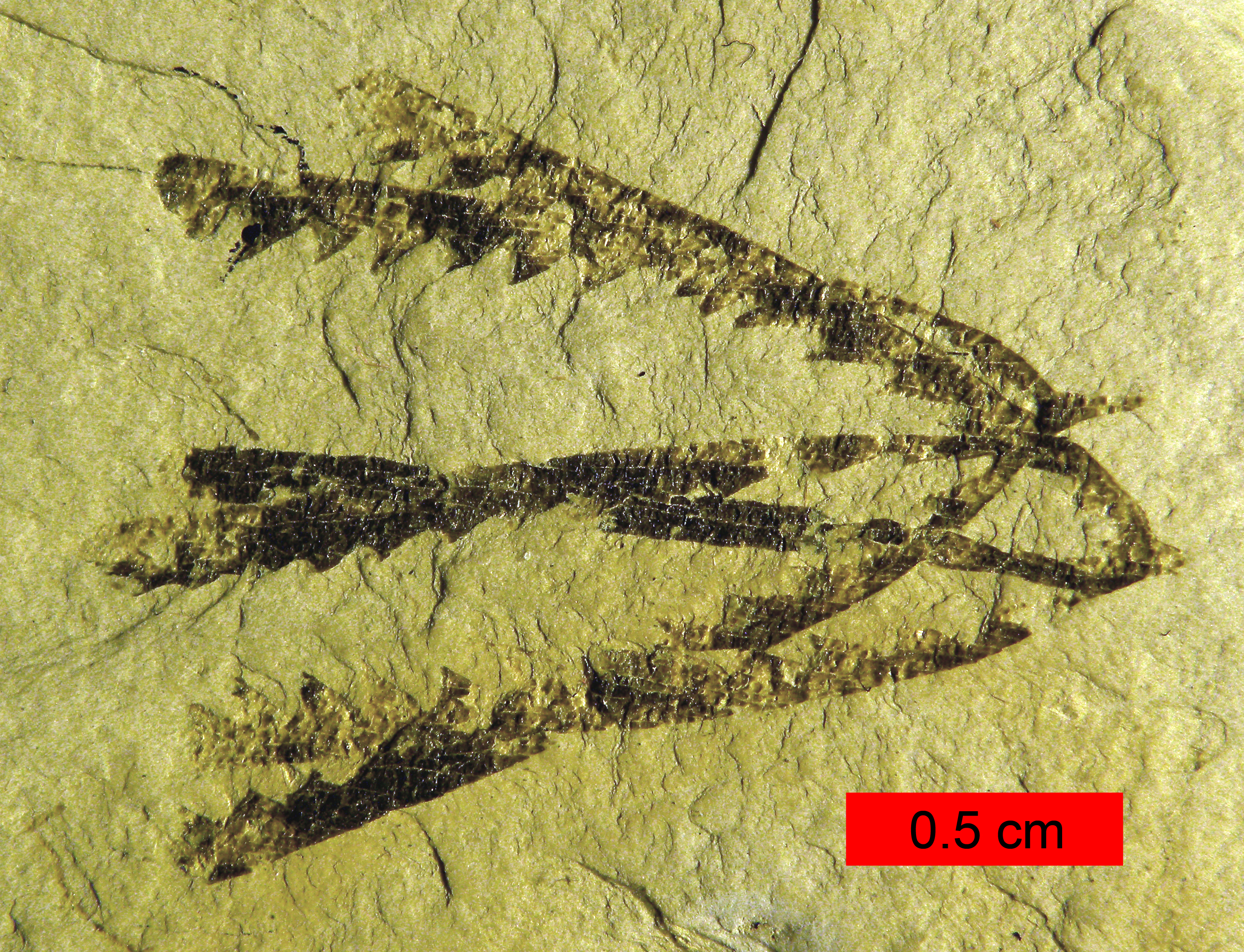
Graptoliet uit het Ordovicium
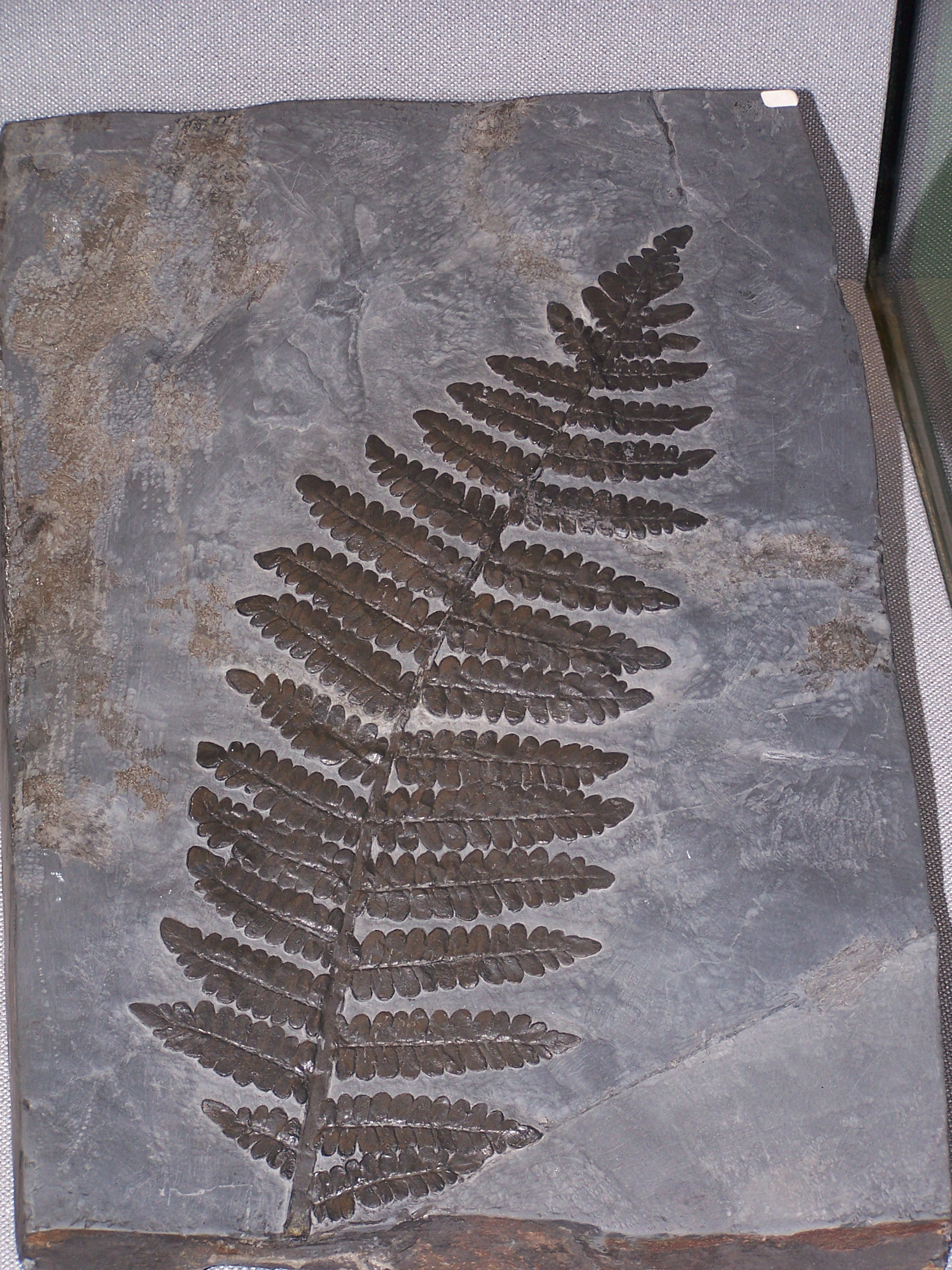
Neuropteris, fossiele varen
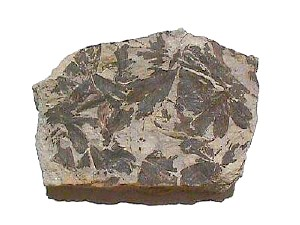
Blad van de Eendepootboom (Ginkgo). Vindplaats: Scarborough, Engeland; Cloughton Formation, Jura.
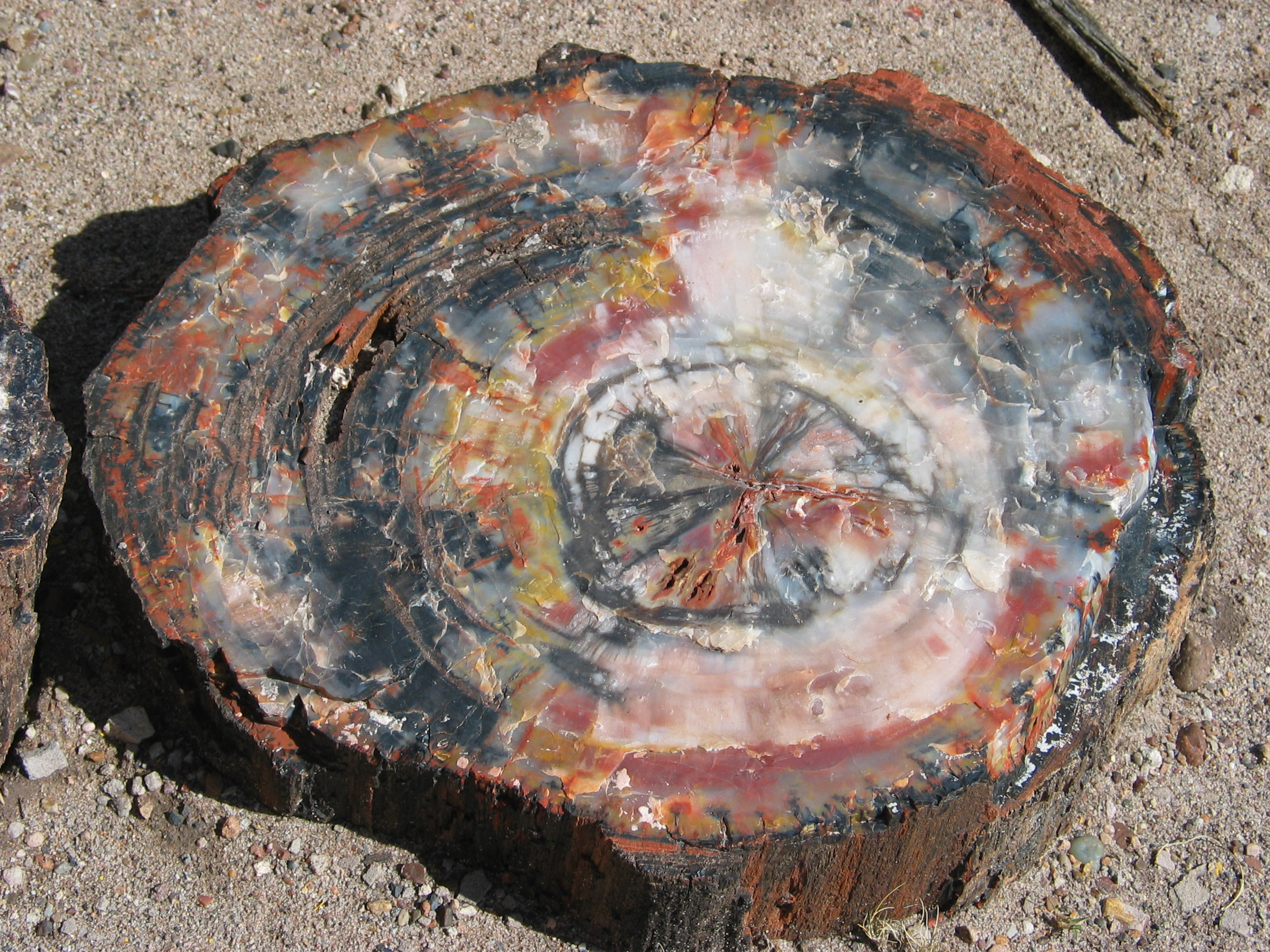
Verkiezelde boomstam uit de Trias. Vindplaats: Nationaal park Petrified Forest, VS
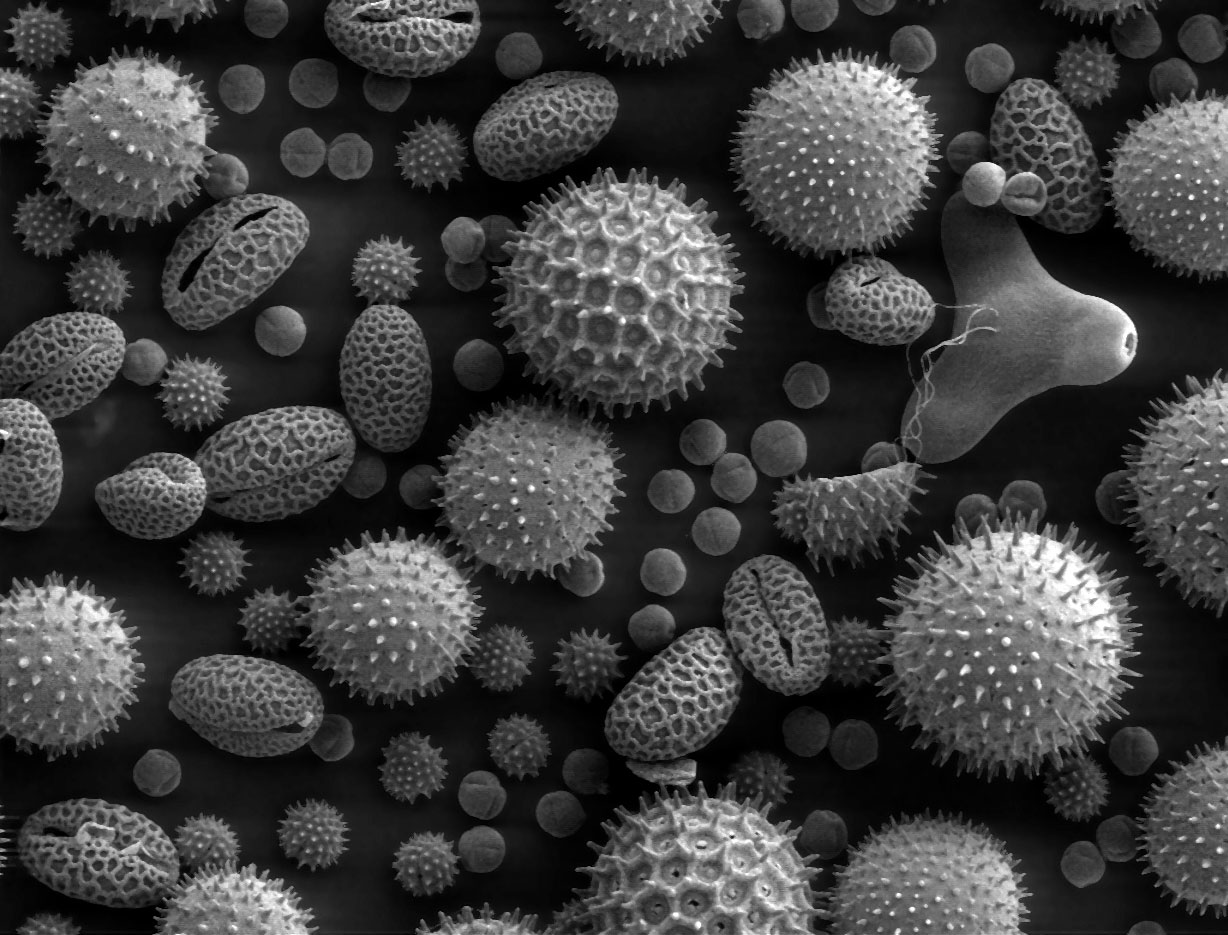
Stuifmeel
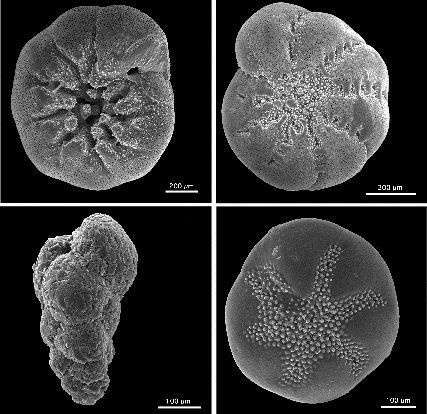
Foraminifera
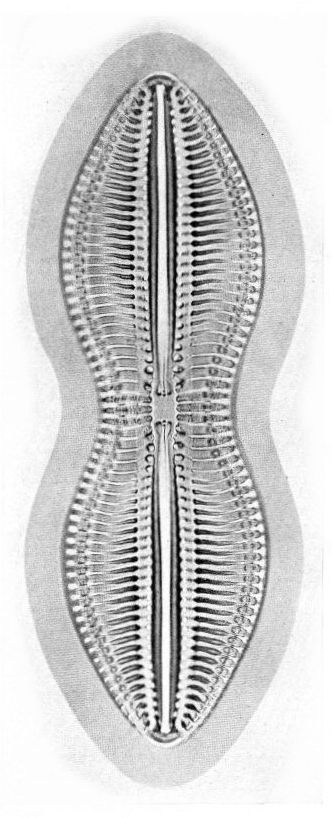
Kiezelwieren